# Polskie Radio Białystok
Radio Białystok – regionalna rozgłośnia Polskiego Radia w Białymstoku. Siedziba główna znajduje się przy ul. Świerkowej 1.

## Historia
Pod koniec lat 30. XX wieku pojawiły się plany uruchomienia stacji Polskiego Radia w Białymstoku na początku lat 40. Na konferencji w Montreux w 1939 (której postanowienia miały wejść w życie 4 marca 1940) stacja otrzymała częstotliwość 1483 kHz i moc 10 kW. Wskutek wybuchu II wojny światowej postanowienia konferencji nie weszły w życie.
Początki regionalnego radia sięgają czasów II wojny światowej. W 1944 roku z Moskwy, wraz z dyrektywami odnośnie do profilu rozgłośni, przywieziono sprzęt do budowy kablowej sieci propagandowej. Obok audycji propagandowych emitowano także publicystykę i artystyczne formy radiowe. Współpracownikami nowo powstałej placówki byli wtedy między innymi: Jan Świderski, Igor Śmiałowski, Hanka Bielicka, Danuta Szaflarska i Czesław Wołłejko.
Oficjalną datą powstania Radia Białystok jest 1 października 1952. Wtedy to została powołana do życia regionalna rozgłośnia Polskiego Radia. Rok 1955 rozpoczął erę „radia bez drutu” – wtedy sygnał wyemitowany przez nadajnik w Sowlanach usłyszeli posiadacze odbiorników lampowych w okolicach Białegostoku. W latach późniejszych rozgłośnia zaczęła nadawać również z nadajników w Gołdapi, Siemiatyczach, Łomży, Suwałkach, Ełku i Grodnie.
Od 1989 roku realizowane są zadania związane z funkcjami rozgłośni publicznej. Serwis, wspomagany pracą korespondentów, dostarcza wiadomości ze świata, kraju i regionu. Produkowane są programy edukacyjne i kulturalne oraz reportaż i publicystyka. Radio wspiera inicjatywy lokalne takie jak  np. supraskie Uroczysko. Działa studio koncertowe.
15.01.2024 Sąd Rejonowy w Białymstoku wpisał do Krajowego Rejestru Sądowego pod numerem KRS: 0000037873 otwarcie likwidacji spółki pod firmą POLSKIE RADIO - REGIONALNA ROZGŁOŚNIA W BIAŁYMSTOKU "RADIO BIAŁYSTOK"

## Rada Programowa
Prezydium Rady Programowej wybrane na posiedzeniu 9 kwietnia 2025 r:
- Cezary Mielko – Przewodniczący
- Dorota Sawicka – Wiceprzewodniczący
- Tomasz Mańczuk – Sekretarz

## Wyróżnienia i nagrody
Związany z rozgłośnią Jan Smyk otrzymał Złoty Mikrofon, kilkadziesiąt nagród za reportaż; czterokrotnie nominację do najważniejszej na świecie radiowej nagrody Prix Italia; zajął ponadto pierwsze miejsce na Międzynarodowym Festiwalu Makrophon'94; MKFFiM Niepokalanów 2009 i 2010; otrzymał nagrodę SDP i kilkakrotnie w dorocznych konkursach na reportaż w Polskim Radiu. Agnieszka Czarkowska i Alicja Pietruczuk zdobyły Premios Ondas – główną nagrodę Międzynarodowego Festiwalu Twórczości Radiowej i Telewizyjnej w Barcelonie w 1998 roku. Rok później Agnieszka Czarkowska otrzymała wyróżnienie Prix Europa w Berlinie.

## Słuchalność
Według badania Radio Track (wykonane przez Millward Brown SMG/KRC) za okres październik-marzec 2021/2022, wskaźnik udziału w rynku słuchalności Polskiego Radia Białystok wyniósł 8,8 proc., co dało tej stacji 3. pozycję w białostockim rynku radiowym (za RMF FM i Radiem Zet).

## Częstotliwości
Radio Białystok nadaje na częstotliwościach:
- 87,9 MHz – Łomża,
- 89,4 MHz – Białowieża,
- 98,6 MHz – Suwałki; województwo podlaskie i wschodnia część warmińsko-mazurskiego, przygraniczne tereny Litwy,
- 99,4 MHz – Białystok; województwo podlaskie i wschodnia część mazowieckiego, przygraniczne tereny Białorusi,
- 104,1 MHz – Siemiatycze; południowa część województwa podlaskiego, część mazowieckiego oraz lubelskiego,
- 178,352 MHz (k. 5C) DAB+ Białystok i okolice (od 29 kwietnia 2016 do 8 grudnia 2016 na kanale 5B)

## Odbiór cyfrowy
Od 2015 roku rozgłośni można słuchać na radioodbiornikach naziemnej radiofonii cyfrowej DAB+.

## Ciekawostki
Budynek Polskiego Radia przy ul. Świerkowej wzniesiono na miejscu cmentarza wojskowego z 1915 r. W okresie I wojny światowej pochowano tu 650 żołnierzy, w tym 375 żołnierzy armii niemieckiej i 280 rosyjskiej. W 1917 r. na środku nekropolii wzniesiono mauzoleum. Pochówki odbywały się u także po II wojnie światowej. Cmentarz zlikwidowano w 1970. Odkopywane w trakcie budowy siedziby radia szczątki ludzkie przewożono w nieznane miejsce. Pozostałej części grobów prawdopodobnie nigdy nie ekshumowano.